# Batalla de Almonacid
La batalla de Almonacid fue una batalla que tuvo lugar durante la Guerra de la Independencia Española, el 11 de agosto de 1809, junto al pueblo toledano de Almonacid de Toledo. Enfrentó al ejército francés (Grande Armée) con unos efectivos de unos veintiséis mil infantes, cuatro mil caballos y cuarenta cañones al mando del mariscal Sebastiani con otro español de unos veintidós mil infantes, tres mil caballos y veintinueve piezas de artillería al mando del general Venegas.

## Preparación
Después de la batalla de Aranjuez, estando animado el general Venegas por la pequeña ventaja conseguida y convencido de que los franceses no pasaban de catorce mil hombres, se dirigió con todo el ejército de La Mancha hacia Toledo; el 10 de agosto reunió en Almonacid todas sus fuerzas, que consistían en veintidós mil infantes, más de tres mil caballos y veintinueve piezas de artillería. 
Dicho ejército estaba organizado en cinco divisiones, comandadas respectivamente por Luis Lacy, Gaspar de Vigodet, Pedro Agustín Girón, Francisco González de Castejón y Tomás de Zeráin. Ejercían el cargo de mayor general de infantería y de caballería Miguel de los Ríos y el marqués de Gelo, y el de comandante general de artillería y de ingenieros, los brigadieres Antonio de la Cruz y Juan Bouligni. 
Tan confiados estaban en el triunfo, que no se respetaron ninguna de las reglas establecidas en los reglamentos para campar en tiempo de guerra, sobre todo estando tan próximo el enemigo, que el día anterior había pasado el Tajo por Toledo y los vados de Añover de Tajo y ese mismo día 20 se había acantonado en el inmediato pueblo de Nambroca, a una legua de Almonacid.

## Movimientos previos
El caudillo español, tras escuchar la opinión del resto de generales, de acuerdo con la suya a pesar de saber la retirada del ejército aliado desde Talavera de la Reina hacia Extremadura, había determinado atacar a los franceses el 12 de agosto para dar descanso a sus tropas; pero aquellos se anticiparon, presentándose frente a las posiciones de los españoles a las cinco y media de la mañana del 11 de agosto, en número de veintiséis mil infantes, cuatro mil caballos y cuarenta piezas de artillería, pertenecientes al IV Cuerpo al mando de Sebastiani, y al de Reserva a las órdenes de Dessolles y del rey José en persona.
El ejército de La Mancha se situó en Almonacid y controló sus flancos: la división Vigodet, un poco retrasada, en la extrema derecha, con gran parte de la caballería; seguían por su izquierda, la división Castejón, establecida en el cerro de Utrera, la división Zeráin a su lado cubriendo el llamado cerro Santo, y la de Lacy, más próxima al arroyo Guazalate; la 3.ª (de Girón), se distribuyó entre la altura de los Cerrojones, extrema izquierda y verdadera llave de toda la línea de batalla, y el cerro de la Cruz o del castillo, llamado así por las ruinas del que asienta en su cima, para servir como de reserva.

## Primeros ataques
Atacada primero la izquierda española por el general Lewal con las divisiones polaca y alemana después de un fuego muy violento de artillería, bien contestado por la española, lograron los batallones de Bailén y Jaén, de la 3.ª División, rechazar dos veces a los polacos. 
Pero, animados estos por los alemanes que marchaban a su izquierda y no llegando a tiempo algunas tropas de la reserva para sostener a aquellas escasas fuerzas que peleaban, pudo el ejército francés arrebatar a paso de carga las importantes posiciones de los Cerrojones, si bien a costa de pérdidas enormes.
Apoyada su derecha en un gran cuadro que avanzaba por el llano, efectuó un movimiento envolvente sobre la extrema izquierda sin que pudiera impedirlo una carga de los jinetes de Fernando VII y Granada, dirigidos por el coronel Antonio Zea y el comandante Nicolás Chacón (murió en dicha carga el capitán Francisco Soto). La 1.ª División, para poder hacer frente a los alemanes, tuvo que retroceder algún tanto y colocarse oblicuamente a la retaguardia, resintiéndose algún tiempo; como entonces retrocedían ya a su vez el centro y la derecha, acometidos por las restantes fuerzas enemigas, apoyadas por la reserva, que con Dessolles y José Bonaparte acababan de llegar al campo de batalla, se vio obligada también a acogerse al cerro del Castillo.

## Comienzo de la batalla
Numerosa artillería enemiga batía duramente a la 4.ª División española, a cuyo fuego contestaba tan solo una batería a caballo. Su jefe, el capitán de artillería José Chacón, cayó muy pronto mortalmente herido y murió el 13 de agosto en Tembleque.
También pereció en el campo de batalla el teniente coronel del mismo cuerpo, don Álvaro Chacón. La batería española se sostuvo con gran energía; se distinguieron por su serenidad y denuedo los regimientos de Jerez, Córdoba y Guardias Españolas, guiado el segundo por su coronel, el brigadier Francisco Carvajal. 
La caballería de su derecha no llevó adelante la carga iniciada para contener a los franceses y estos consiguieron llevar a cabo su ataque, y como la 5.ª División cedió del mismo modo el campo, no tardó mucho el enemigo en ocupar también el pueblo y el cerro del Castillo, no pudiendo las tropas españolas resistir en él la terrible lluvia de proyectiles que de todas partes les dirigía la artillería francesa.
Intervino con mucha oportunidad en la contienda la división Vigodet, que ejecutó con gran presteza y habilidad un cambio de frente, protegida por el vivo fuego de los cañones, conteniendo así la persecución de las desbandadas tropas del centro y pasando luego con el mismo orden a la izquierda, donde las divisiones polaca y alemana amenazaban envolver por completo la línea y cortar la retirada. 
Allí se opuso nuevamente la 2.ª División al avance de los vencedores, los cuales trataron entonces de quebrantar por todas partes aquel inesperado obstáculo que les impedía sacar mayor partido de su triunfo; cargó una gran masa de caballería francesa, los terribles dragones de Milhaud, hacia su izquierda, y en aquel último periodo de la batalla las tropas de Vigodet se coronaron de gloria, rivalizando las tres armas en valor y abnegación; la artillería, que hacía fuego en retirada, cubriendo de metralla las cabezas de las columnas imperiales; la caballería, formada por jinetes de diferentes cuerpos que se fueron reuniendo de los dispersos, imponiéndose a la muy superior del enemigo; y la infantería, sosteniéndose impertérrita en medio del violento fuego que recibía y de la confusión y desorden que reinaba a su alrededor. 
Un pelotón de granaderos del Provincial de Ronda mandado por el teniente Antonio Espinosa, haciendo punta hacia los jinetes enemigos con la bayoneta calada, consiguió detenerlos y hasta arrancar de sus manos un cañón, que clavó su jefe. El subteniente de artillería, don Juan Montenegro logró también salvar una pieza de su batería. La unidad se sacrificó por sus compañeros de armas; solamente el desgraciado accidente de la voladura de unos carros de municiones, espantando los caballos, produjo algún desorden que aprovechó el enemigo, hostigando y acosando más de cerca de los últimos escalones, para acuchillar unos pocos soldados y coger algunas piezas.

## Final de la batalla
Los imperiales, que habían tenido ya dos mil quinientas bajas, no llevaron la persecución más allá de Mora, y el ejército vencido pudo tomar la carretera de Andalucía y llegar en buen orden a Manzanares; pero corriendo allí la voz infundada de que los contrarios estaban en Valdepeñas, se desbandaron muchos cuerpos, que no pararon hasta alcanzar Sierra Morena. 
Las pérdidas de los españoles no pasaron de cuatro mil hombres, entre muertos, heridos y prisioneros, contando entre los primeros al coronel del regimiento de infantería de España, de la 1.ª División, Vicente Martínez, y entre los segundos, al coronel de dragones de Granada Diego Ballesteros, que quedó prisionero (para conmemorar este hecho de armas se creó por Real Orden de 30 de mayo de 1816 una condecoración con la inscripción siguiente en el centro: "Por Fernando VII", y en su contorno: "En Almonacid, 11 de agosto de 1809").